# Daniel Pozo
Daniel Pozo – kubański zapaśnik walczący w stylu wolnym. Wicemistrz igrzysk panamerykańskich w 1979 i trzeci w 1975. Triumfator igrzysk Ameryki Środkowej i Karaibów w 1974 i 1978. Trzeci w Pucharze Świata w 1978 i 1979 roku.